# 가라쿠니다케

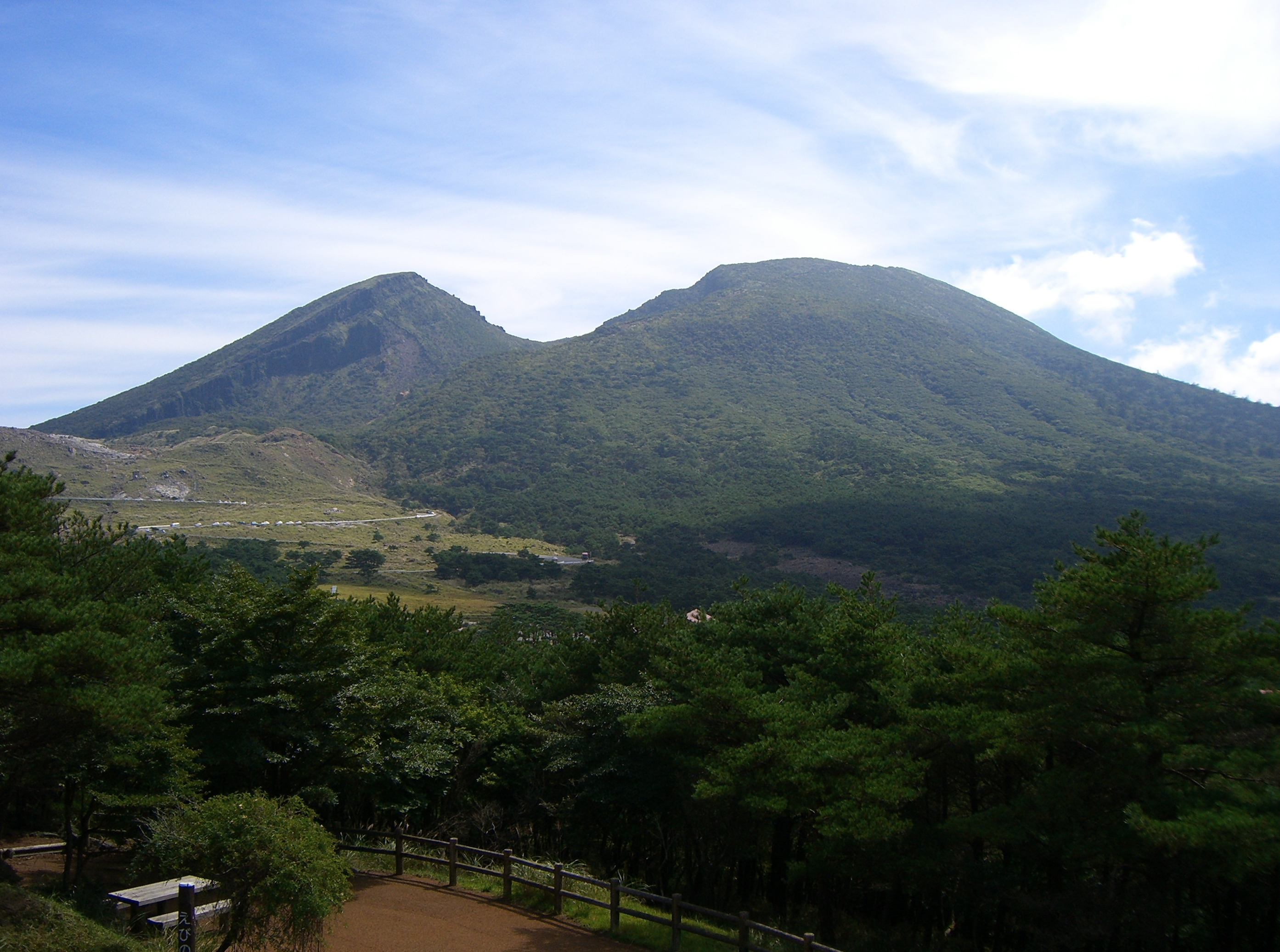
기리시마산에 부속되어 있는 가라쿠니다케 전경.

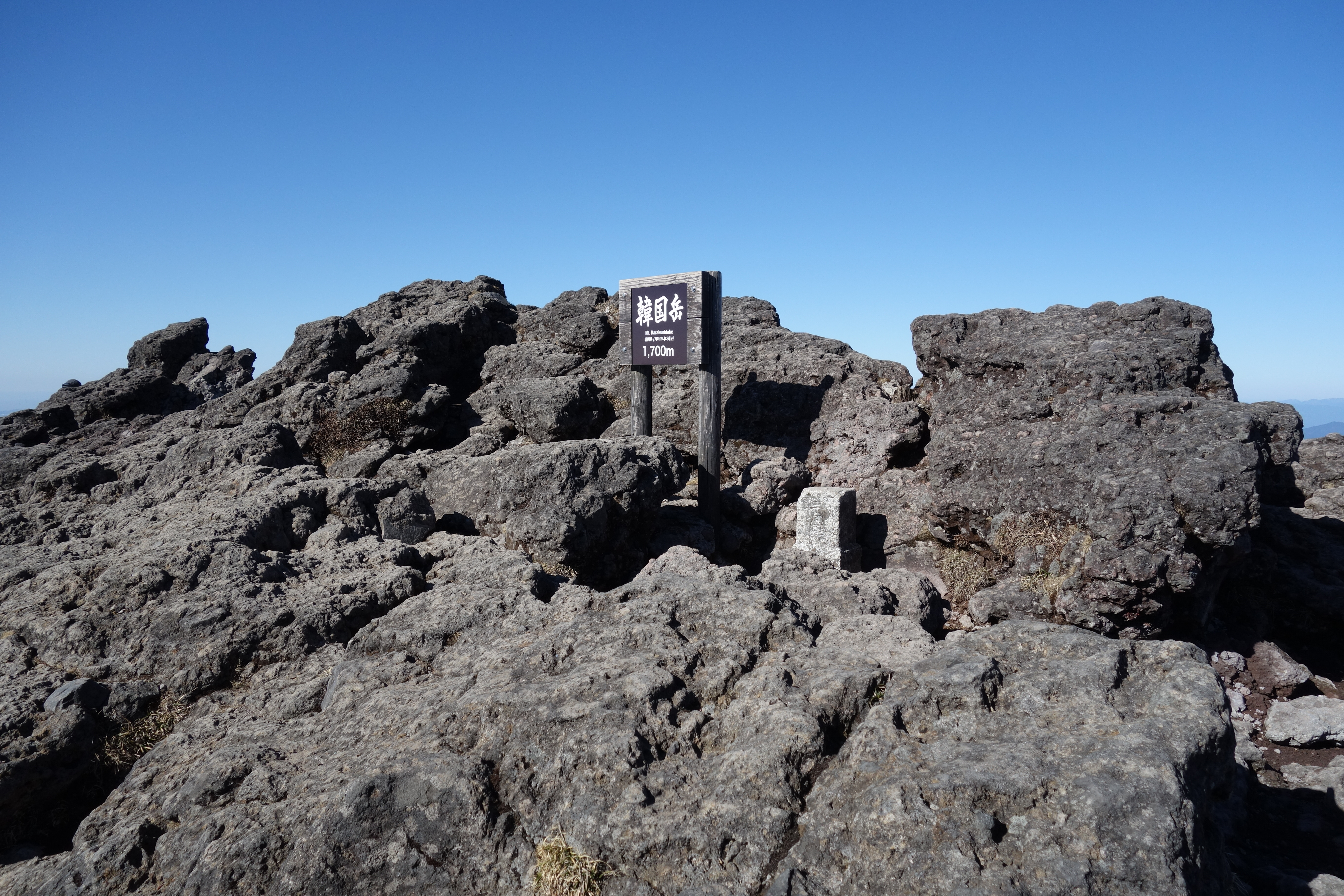
가라쿠니다케 정상과 일등 삼각점인 기리시마산의 서부 지역 전경.

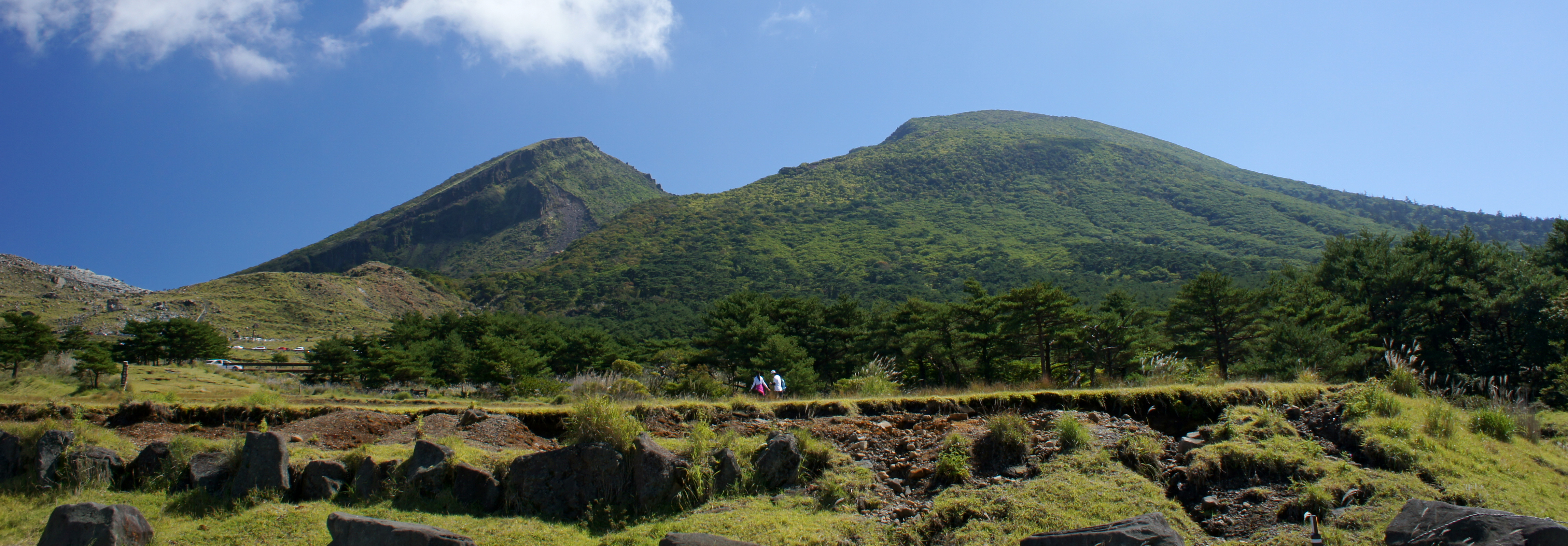
에비노고원에서 바라본 산의 모습

가라쿠니다케(일본어: 韓国岳)은 규슈의 남부 지역을 연결시켜 주는 기리시마산(霧島山)의 최고봉으로, 미야자키현 에비노시와 고바야시시 그리고 가고시마현 기리시마시 등을 사이에 둔 산이다. 그러나 이 산의 최고봉은 1,700.3 m의 높이(해발고도)로 이루어져 있다. 天照大神의 손자인 천손 니니기노 미코토는 구시후루다케(久士布流多気)에 강림하여 이곳은 한국을 향해 있다고 말한 곳이 霧島火山群의 高千穂峰이며 霧島山의 최고봉은 韓国岳이다. 하지만 니니기노 미코토가 천손강림한 곳은 韓国岳이 아닌 高千穂峰이기 때문에 韓国岳이 니니기노 미코토와 직접적인 관련이 있다고 볼 수 없다. 이 산이 맑은 날에는 한반도까지 볼 수 있을 정도로 높다는 의미에서 이름이 작명하게 되어 있었던 것으로 나타난 것으로 전하고 있지만, 실제로는 이 산에서는 아주 맑은 날에는 한반도를 쉽게 바라보기가 어려우며, 원론적으로 봐도 일본 영토 중 대한민국의 모습을 쉽게 보는 곳은 쓰시마섬이 유일하기 때문에, 가라쿠니다케에서는 한국이 보이진 않는다.

## 같이 보기
- 기리시마산